# كارل في. شيريدان
كارل في. شيريدان (بالإنجليزية: Carl Vernon Sheridan)‏ هو عسكري أمريكي، ولد في 5 يناير 1925 في بالتيمور في الولايات المتحدة، وتوفي في 26 نوفمبر 1944 في إيشفايلر في ألمانيا.